# Zenon Licznerski

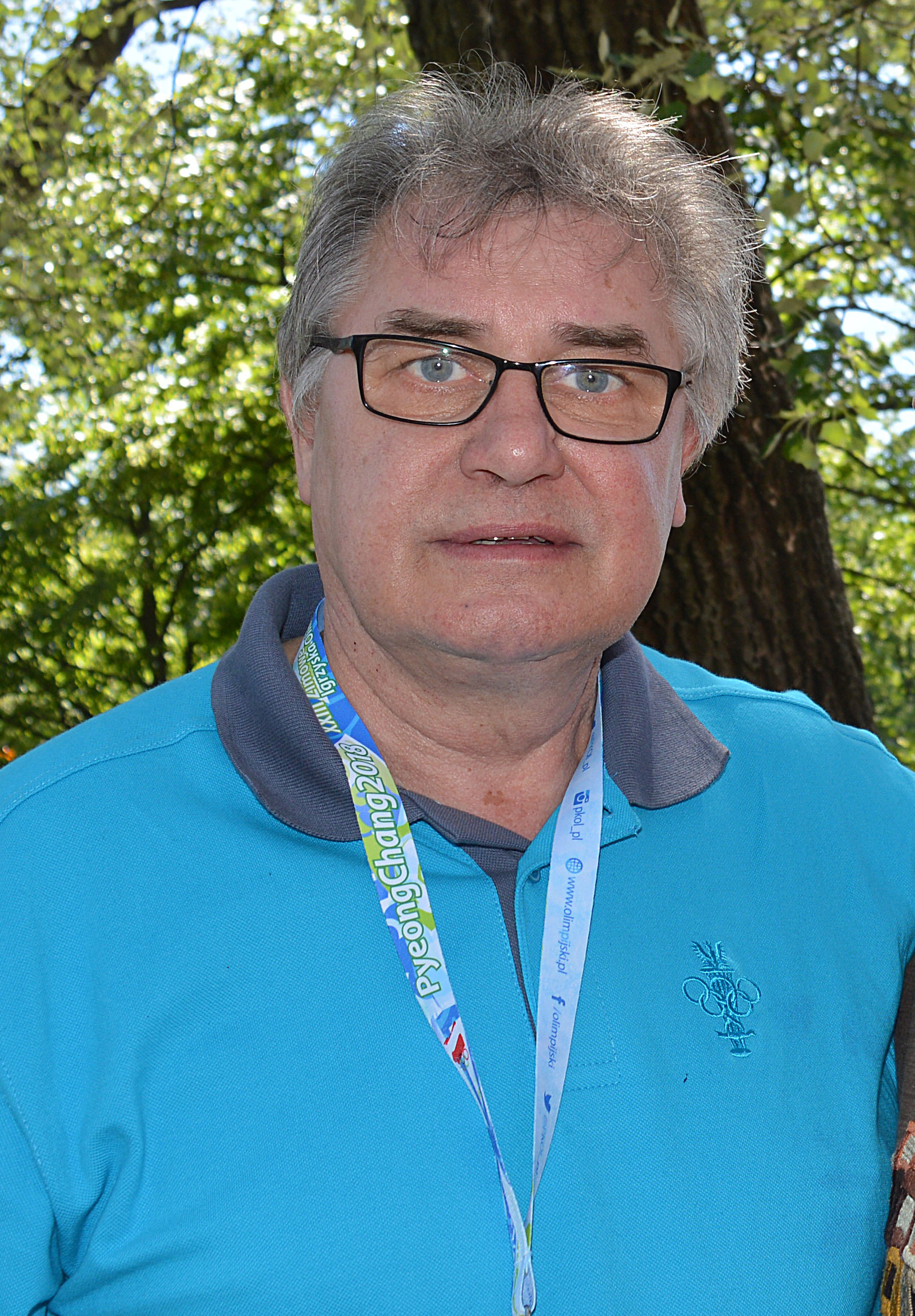
Zenon Licznerski, 2017

Zenon Licznerski (* 27. November 1954 in Elbląg) ist ein ehemaliger polnischer Sprinter.
1975 holte er bei den Halleneuropameisterschaften in Kattowitz die Bronzemedaille im 60-Meter-Lauf. Mit der polnischen 4-mal-100-Meter-Staffel belegte er bei den Olympischen Spielen 1976 in Montreal den vierten Platz. Im 100-Meter-Lauf schied er in der Viertelfinalrunde aus. Bei den Europameisterschaften 1978 in Prag gewann er gemeinsam mit Zenon Nowosz, Leszek Dunecki und Marian Woronin den Titel in der 4-mal-100-Meter-Staffel. Außerdem belegte Licznerski im 200-Meter-Lauf den sechsten Platz.
Den nächsten Erfolg in der Staffel erzielte er bei den Olympischen Spielen 1980 in Moskau. Zusammen mit Krzysztof Zwoliński, Leszek Dunecki und Marian Woronin gewann er die Silbermedaille. Im 200-Meter-Lauf scheiterte Licznerski dagegen in der Viertelfinalrunde.
Außerdem belegte er mit der Staffel bei den Europameisterschaften 1982 in Athen den fünften Platz und bei den Weltmeisterschaften 1983 in Helsinki den sechsten Platz.
Zenon Licznerski ist 1,82 m groß und hatte ein Wettkampfgewicht von 74 kg. Er startete unter anderem für die Leichtathletikabteilungen von Górnik Zabrze und Legia Warschau.